# Marcos Jiménez de la Espada
 Marcos Jiménez de la Espada  (Cartagena, 1831. március 5. – Madrid, 1898. október 3.) spanyol zoológus, biológus, herpetológus, utazó és kutató. Életének legnagyobb részét Madridban töltötte. Tagja volt a Comisión científica del Pacífico szervezetnek, rajtuk keresztül folytatott kutató expedíciót az Amerikai Egyesült Államokba 1862-től 1865-ig. Több tanulmányt készített az amerikai kontinens földrajzáról és történetéről. Zoológiai szakmunkákban nevének rövidítése: „ Jiménez de la Espada ”.

## Életpályája
Édesapja politikus volt, ezért gyermek- és fiatalkorában többször költöznie kellett, tanulmányait Valladolidban, Barcelonában és Sevillában végezte.
1850-ben kezdte természettudományi tanulmányait Madridban, az Universidad Complutense de Madrid egyetemen. Diplomamunkája a Los anfibios de Blainville y los batracios de Cuvier forman una clase aparte volt. Tudományos pályafutásában a kétéltűek rendszertana fontos szerepet játszott.
Két évvel diplomájának megszerzése után kapta meg első munkáját az egyetem természetrajzi osztályán. 1857-ben egy újabb munkát kapott a Museo de Ciencias Naturales de la Corte (ma Madridi Természetrajzi Múzeum) múzeumban. Hétéves kutatómunkája alatt zoológiai és összehasonlító anatómiai kutatásokat folytatott, bár kevés sikerrel, mivel tanára és tanácsadója, Mariano de la Paz Graells 1867-ben kegyvesztett lett. 

## Tudományos munkája

### Zoológia

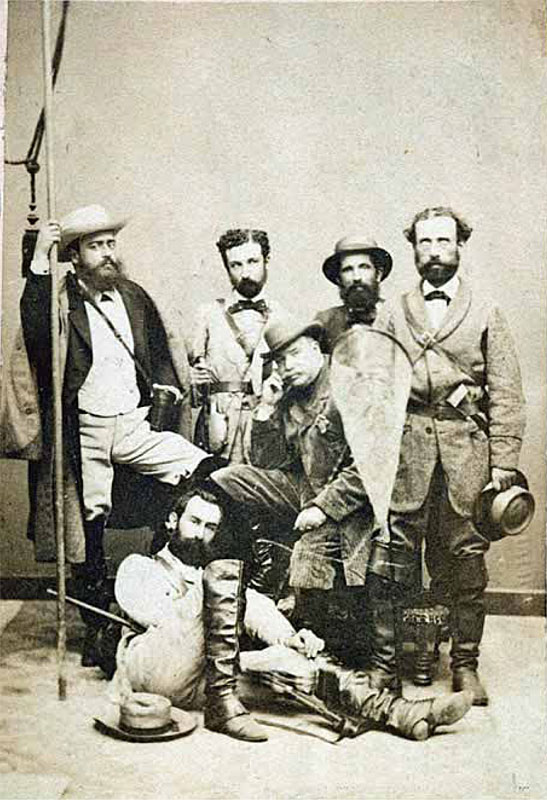
A Comisión científica del Pacífico tagjai (Marcos Jiménez de la Espada a földön ülve), 1862–1865 körül

Amerikai kutatóútja során Jiménez de la Espada nemcsak gyűjtötte és tanulmányozta az állatokat, hanem közülük sokat élve Madridba is elküldött. Útját megelőzően több évet töltött el állatok preparálásával a madridi botanikus kertben Graells irányítása alatt. Az itt gyűjtött tapasztalattal nem volt számára nehéz a munka az addig ismeretlen emlősökkel, madarakkal és hüllőkkel (köztük a patagóniai mara, az andoki kondor és a guanakó).  Ezeknek az állatoknak a leszármazottai később európai állatkertekbe kerültek, emiatt Jiménez 1866. március 23-án megkapta Franciaország Société impériale zoologique d'acclimatation társaságának a kitüntetését.
Hat évet töltött az expedíciója során gyűjtött anyag tanulmányozásával és rendszerezésével. Későbbi tanulmányait is erről a munkájáról írta. 1870-ben publikálta Algunos datos nuevos o curiosos acerca de la fauna del Alto Amazonas (Néhány új és érdekes tény Amazónia faunájáról) című tanulmányát a Madridi Egyetemen.  Ebben a munkában többek között a  Thyroptera albiventer  denevérfaj megjelenését és viselkedését írta le. 1871-ben jelent meg Faunae neotropicales species quaedam nondum cognitae (A neotropikus funavilág ismeretlen fajai) című jelentése a lisszaboni Jornal de la Academia de Ciencias folyóiratban. Későbbi munkáinak többsége is itt jelent meg. 
Már elismert szerző volt Európában, amikor legnagyobb zoológiai műve megjelent, amelynek címe Vertebrados del viaje al Pacífico. Batracios (Békák: gerincesek a Csendes-óceán környékéről). A mű a tanulmányútja során gyűjtött 786 faj részletes leírását tartalmazza. Az 1875-ben kiadott és 1978-ban újra nyomtatott tanulmányban 18 már ismert nemet és fajt írt le, valamint további, akkor még nem ismert 2 nemet, 12 fajt és 3 alfajt. A tanulmányban nemcsak anatómiai szempontból írta le a fajokat, hanem biológiájukkal és viselkedésükkel is foglalkozott. Egyik legismertebb állásfoglalása a Darwin hegyesorrú békája  (Rhinoderma darwinii) békafajra vonatkozott. Cáfolta az akkori téves elképzelést, mely szerint a nőstény a száján keresztül szüli az utódokat; igazolta, hogy a faj hímje a szájában költi ki a petéket.

### Földrajz, történelem, antropológia
Zoológiai pályafutásának csúcsán Jiménez de la Espada felfüggesztette tudományos munkáját, és a földrajz valamint az amerikai történelem felé fordult. 1876-ban megalapította a Madridi Földrajzi Társaságot (Sociedad Geográfica de Madrid), és 1883-ban belépett a Történelmi Akadémiába. Innen irányította a nagy középkori utazók, Pero Tafur, Jesuit, Bernabé Cobo, valamint Pedro Cieza de León és Bartolomé de las Casas munkáinak újbóli kiadását. 1881-től 1897-ig Relaciones geográficas de Indias című munkáit négy kötetben adta ki, amiért megkapta a Történelmi Akadémia Loubat-díját. 1882-ben az American Antiquarian Society tagja lett.
Számos, Amerikával foglalkozó konferencián vett részt, Brüsszelben, Madridban, Torinóban és Párizsban. Az ősi inka kultúra terjesztéséért a perui kormány érdemérmét kapta meg. Több nemzetközi társaság tagja volt. 1895-ben az általa alapított Spanyol Természetrajzi Társaság elnöke lett.
Meglepő módon doktori értekezése egészen 1898 áprilisáig váratott magára, amit három hónappal összehasonlító anatómia professzori kinevezése és hat hónappal halála előtt készített el.  

## Fordítás
- Ez a szócikk részben vagy egészben  a   Marcos Jiménez de la Espada című spanyol Wikipédia-szócikk ezen változatának fordításán alapul.  Az eredeti cikk szerkesztőit annak laptörténete sorolja fel. Ez a jelzés csupán a megfogalmazás eredetét és a szerzői jogokat jelzi, nem szolgál a cikkben szereplő információk forrásmegjelöléseként.